# Puchar Świata w biegach narciarskich w Canmore
Zawody Pucharu Świata w biegach narciarskich w Canmore – zawody w biegach narciarskich, przeprowadzane w ramach Pucharu Świata w biegach narciarskich od sezonu 1986/1987. Zawody odbywają się na trasach narciarskich w parku olimpijskim w kanadyjskim Canmore.
Pierwsze zawody PŚ w Canmore odbyły się w dniach 10–11 stycznia 1987, była to jednocześnie próba przedolimpijska przed XV zimowymi igrzyskami olimpijskimi.

## Podium poszczególnych zawodów PŚ w Canmore
- Tabele zawierają biegi punktowane w klasyfikacji generalnej sezonu Pucharu Świata w biegach narciarskich.

### Kobiety
| Lp  | Data             | Dystans                              | Uwagi | 1. miejsce                                                                     | 2. miejsce                                                            | 3. miejsce                                                                              |
| --- | ---------------- | ------------------------------------ | ----- | ------------------------------------------------------------------------------ | --------------------------------------------------------------------- | --------------------------------------------------------------------------------------- |
| 1.  | 10 stycznia 1987 | 10 km s. klasycznym                  | —     | Evi Kratzer                                                                    | Annika Dahlman                                                        | Angela Schmidt-Foster                                                                   |
| 2.  | 11 stycznia 1987 | bieg sztafetowy 4×5 km               | —     | brak danych                                                                    | brak danych                                                           | brak danych                                                                             |
| 3.  | 14 lutego 1988   | 10 km s. klasycznym                  | IO    | Vida Vencienė                                                                  | Raisa Smietanina                                                      | Marjo Matikainen                                                                        |
| 4.  | 17 lutego 1988   | 5 km s. klasycznym                   | IO    | Marjo Matikainen                                                               | Tamara Tichonowa                                                      | Vida Vencienė                                                                           |
| 5.  | 23 lutego 1988   | bieg sztafetowy 4×5 km               | IO    | ZSRR Swietłana Nagiejkina · Nina Gawriluk · Tamara Tichonowa · Anfisa Riezcowa | Norwegia Trude Dybendahl · Marit Wold · Anne Jahren · Marianne Dahlmo | Finlandia Pirkko Määttä · Marja-Liisa Kirvesniemi · Marjo Matikainen · Jaana Savolainen |
| 6.  | 25 lutego 1988   | 20 km s. dowolnym                    | IO    | Tamara Tichonowa                                                               | Anfisa Riezcowa                                                       | Raisa Smietanina                                                                        |
| 7.  | 15 grudnia 2005  | 10 km s. dowolnym                    | —     | Julija Czepałowa                                                               | Beckie Scott                                                          | Evi Sachenbacher-Stehle                                                                 |
| 8.  | 17 grudnia 2005  | 15 km s. klasycznym (start masowy)   | —     | Beckie Scott                                                                   | Julija Czepałowa                                                      | Claudia Künzel                                                                          |
| 9.  | 18 grudnia 2005  | Sprint drużynowy s. klasycznym       | —     | Niemcy Manuela Henkel · Viola Bauer                                            | Kanada I Beckie Scott · Sara Renner                                   | Szwecja I Lina Andersson · Anna Dahlberg                                                |
| 10. | 22 stycznia 2008 | 15 km bieg łączony                   | —     | Justyna Kowalczyk                                                              | Jewgienija Miedwiediewa                                               | Olga Roczewa                                                                            |
| 11. | 23 stycznia 2008 | Sprint s. klasycznym                 | —     | Petra Majdič                                                                   | Astrid Jacobsen                                                       | Justyna Kowalczyk                                                                       |
| 12. | 25 stycznia 2008 | 10 km s. dowolnym                    | —     | Wałentyna Szewczenko                                                           | Jewgienija Miedwiediewa                                               | Justyna Kowalczyk                                                                       |
| 13. | 26 stycznia 2008 | Sprint s. dowolnym                   | —     | Chandra Crawford                                                               | Pirjo Muranen                                                         | Magda Genuin                                                                            |
| 14. | 5 lutego 2010    | 10 km s. dowolnym                    | —     | Charlotte Kalla                                                                | Justyna Kowalczyk                                                     | Irina Chazowa                                                                           |
| 15. | 6 lutego 2010    | Sprint s. klasycznym                 | —     | Justyna Kowalczyk                                                              | Ida Ingemarsdotter                                                    | Sara Renner                                                                             |
| 16. | 13 grudnia 2012  | 10 km s. klasycznym (start masowy)   | —     | Justyna Kowalczyk                                                              | Anne Kyllönen                                                         | Maiken Caspersen Falla                                                                  |
| 17. | 15 grudnia 2012  | Sprint s. dowolnym                   | —     | Maiken Caspersen Falla                                                         | Kikkan Randall                                                        | Celine Brun-Lie                                                                         |
| 18. | 16 grudnia 2012  | 15 km bieg łączony                   | —     | Justyna Kowalczyk                                                              | Anne Kyllönen                                                         | Vibeke Skofterud                                                                        |
| 19. | 8 marca 2016     | Sprint s. klasycznym                 | STK   | Maiken Caspersen Falla                                                         | Astrid Jacobsen                                                       | Ingvild Flugstad Østberg                                                                |
| 20. | 9 marca 2016     | 15 km bieg łączony                   | STK   | Heidi Weng                                                                     | Therese Johaug                                                        | Astrid Jacobsen                                                                         |
| 21. | 11 marca 2016    | 10 km s. dowolnym                    | STK   | Ingvild Flugstad Østberg                                                       | Heidi Weng                                                            | Krista Pärmäkoski                                                                       |
| 22. | 12 marca 2016    | 10 km s. klasycznym (bieg pościgowy) | STK   | Krista Pärmäkoski                                                              | Therese Johaug                                                        | Jessica Diggins                                                                         |

### Mężczyźni
| Lp  | Data             | Dystans                              | Uwagi | 1. miejsce                                                          | 2. miejsce                                                                            | 3. miejsce                                                               |
| --- | ---------------- | ------------------------------------ | ----- | ------------------------------------------------------------------- | ------------------------------------------------------------------------------------- | ------------------------------------------------------------------------ |
| 1.  | 10 stycznia 1987 | 15 km s. klasycznym                  | —     | Harri Kirvesniemi                                                   | Torgny Mogren                                                                         | Christer Majbäck                                                         |
| 2.  | 11 stycznia 1987 | bieg sztafetowy 4×10 km              | —     | brak danych                                                         | brak danych                                                                           | brak danych                                                              |
| 3.  | 15 lutego 1988   | 30 km s. klasycznym                  | IO    | Aleksiej Prokurorow                                                 | Władimir Smirnow                                                                      | Vegard Ulvang                                                            |
| 4.  | 19 lutego 1988   | 15 km s. klasycznym                  | IO    | Michaił Diewiatjarow                                                | Pål Gunnar Mikkelsplass                                                               | Władimir Smirnow                                                         |
| 5.  | 24 lutego 1988   | bieg sztafetowy 4×10 km              | IO    | Szwecja Jan Ottosson · Thomas Wassberg · Gunde Svan · Torgny Mogren | ZSRR Władimir Smirnow · Władimir Sachnow · Michaił Diewiatjarow · Aleksiej Prokurorow | Czechosłowacja Radim Nyč · Václav Korunka · Pavel Benc · Ladislav Švanda |
| 6.  | 27 lutego 1988   | 50 km s. dowolnym                    | IO    | Gunde Svan                                                          | Maurilio De Zolt                                                                      | Andi Grünenfelder                                                        |
| 7.  | 16 grudnia 1989  | 15 km s. dowolnym                    | —     | Christer Majbäck                                                    | Bjørn Dæhlie                                                                          | Markus Gandler                                                           |
| 8.  | 17 grudnia 1989  | 50 km s. klasycznym                  | —     | Jochen Behle                                                        | Igor Badamszyn                                                                        | Maurilio De Zolt                                                         |
| 9.  | 15 grudnia 2005  | 15 km s. dowolnym                    | —     | Pietro Piller Cottrer                                               | Vincent Vittoz                                                                        | Tobias Angerer                                                           |
| 10. | 17 grudnia 2005  | 30 km s. klasycznym (start masowy)   | —     | Tobias Angerer                                                      | Frode Estil                                                                           | Jens Filbrich                                                            |
| 11. | 18 grudnia 2005  | Sprint drużynowy s. klasycznym       | —     | Norwegia I Jens Arne Svartedal · Eldar Rønning                      | Szwecja I Björn Lind · Thobias Fredriksson                                            | Szwecja II Mats Larsson · Mikael Östberg                                 |
| 12. | 22 stycznia 2008 | 30 km bieg łączony                   | —     | Nikołaj Pankratow                                                   | Giorgio Di Centa                                                                      | Axel Teichmann                                                           |
| 13. | 23 stycznia 2008 | Sprint s. klasycznym                 | —     | Børre Næss                                                          | Ola Vigen Hattestad                                                                   | Eldar Rønning                                                            |
| 14. | 25 stycznia 2008 | 15 km s. dowolnym                    | —     | Valerio Checchi                                                     | René Sommerfeldt                                                                      | Pietro Piller Cottrer                                                    |
| 15. | 26 stycznia 2008 | Sprint s. dowolnym                   | —     | Emil Jönsson                                                        | Iwan Iwanow                                                                           | Matias Strandvall                                                        |
| 16. | 5 lutego 2010    | 15 km s. dowolnym                    | —     | Giorgio Di Centa                                                    | Pietro Piller Cottrer                                                                 | Dario Cologna                                                            |
| 17. | 6 lutego 2010    | Sprint s. klasycznym                 | —     | Emil Jönsson                                                        | John Kristian Dahl                                                                    | Dario Cologna                                                            |
| 18. | 13 grudnia 2012  | 15 km s. klasycznym (start masowy)   | —     | Tim Tscharnke                                                       | Sjur Røthe                                                                            | Tobias Angerer                                                           |
| 19. | 15 grudnia 2012  | Sprint s. dowolnym                   | —     | Emil Jönsson                                                        | Anders Gløersen                                                                       | Nikita Kriukow                                                           |
| 20. | 16 grudnia 2012  | 30 km bieg łączony                   | —     | Maurice Manificat                                                   | Roland Clara                                                                          | Sjur Røthe                                                               |
| 21. | 8 marca 2016     | Sprint s. klasycznym                 | STK   | Federico Pellegrino                                                 | Eirik Brandsdal                                                                       | Maurice Manificat                                                        |
| 22. | 9 marca 2016     | 30 km bieg łączony                   | STK   | Martin Johnsrud Sundby                                              | Siergiej Ustiugow                                                                     | Matti Heikkinen                                                          |
| 23. | 11 marca 2016    | 15 km s. dowolnym                    | STK   | Matti Heikkinen                                                     | Jewgienij Biełow                                                                      | Marcus Hellner                                                           |
| 24. | 12 marca 2016    | 15 km s. klasycznym (bieg pościgowy) | STK   | Maurice Manificat                                                   | Matti Heikkinen                                                                       | Martin Johnsrud Sundby                                                   |

## Najwięcej razy na podium w zawodach indywidualnych
Uwzględnieni zawodnicy, którzy zdobyli minimum 2 miejsca na podium (stan na 12 marca 2016)
| Miejsce | Zawodniczka  | Zwycięstwa | 2. miejsca | 3. miejsca | Razem |
| ------- | ------------ | ---------- | ---------- | ---------- | ----- |
| 1.      | Kowalczyk    | 4          | 1          | 2          | 7     |
| 2.      | Falla        | 2          | 0          | 1          | 3     |
| 3.      | Tichonowa    | 1          | 1          | 0          | 2     |
| 3.      | Czepałowa    | 1          | 1          | 0          | 2     |
| 3.      | Scott        | 1          | 1          | 0          | 2     |
| 3.      | Weng         | 1          | 1          | 0          | 2     |
| 7.      | Vencienė     | 1          | 0          | 1          | 2     |
| 7.      | Matikainen   | 1          | 0          | 1          | 2     |
| 7.      | Østberg      | 1          | 0          | 1          | 2     |
| 7.      | Pärmäkoski   | 1          | 0          | 1          | 2     |
| 11.     | Jacobsen     | 0          | 2          | 1          | 3     |
| 12.     | Miedwiediewa | 0          | 2          | 0          | 2     |
| 12.     | Kyllönen     | 0          | 2          | 0          | 2     |
| 12.     | Johaug       | 0          | 2          | 0          | 2     |
| 15.     | Smietanina   | 0          | 1          | 1          | 2     |

| Miejsce | Zawodnik       | Zwycięstwa | 2. miejsca | 3. miejsca | Razem |
| ------- | -------------- | ---------- | ---------- | ---------- | ----- |
| 1.      | Jönsson        | 3          | 0          | 0          | 3     |
| 2.      | Manificat      | 2          | 0          | 1          | 3     |
| 3.      | Piller Cottrer | 1          | 1          | 1          | 3     |
| 3.      | Heikkinen      | 1          | 1          | 1          | 3     |
| 5.      | Di Centa       | 1          | 1          | 0          | 2     |
| 6.      | Angerer        | 1          | 0          | 2          | 3     |
| 7.      | Majbäck        | 1          | 0          | 1          | 2     |
| 7.      | Sundby         | 1          | 0          | 1          | 2     |
| 9.      | Smirnow        | 0          | 1          | 1          | 2     |
| 9.      | De Zolt        | 0          | 1          | 1          | 2     |
| 9.      | Røthe          | 0          | 1          | 1          | 2     |
| 12.     | Cologna        | 0          | 0          | 2          | 2     |

## Najwięcej razy na podium według państw
Stan na 12 marca 2016
| Miejsce | Zawodniczka       | Zwycięstwa | 2. miejsca | 3. miejsca | Razem |
| ------- | ----------------- | ---------- | ---------- | ---------- | ----- |
| 1.      | Norwegia          | 4          | 6          | 5          | 15    |
| 2.      | Polska            | 4          | 1          | 2          | 7     |
| 3.      | ZSRR              | 3          | 3          | 2          | 8     |
| 4.      | Finlandia         | 2          | 3          | 3          | 8     |
| 5.      | Kanada            | 2          | 2          | 2          | 6     |
| 6.      | Rosja             | 1          | 3          | 2          | 6     |
| 7.      | Szwecja           | 1          | 2          | 1          | 4     |
| 8.      | Niemcy            | 1          | 0          | 2          | 3     |
| 9.      | Szwajcaria        | 1          | 0          | 0          | 1     |
| 9.      | Słowenia          | 1          | 0          | 0          | 1     |
| 9.      | Ukraina           | 1          | 0          | 0          | 1     |
| 12.     | Stany Zjednoczone | 0          | 1          | 1          | 2     |
| 13.     | Włochy            | 0          | 0          | 1          | 1     |

| Miejsce | Zawodnik       | Zwycięstwa | 2. miejsca | 3. miejsca | Razem |
| ------- | -------------- | ---------- | ---------- | ---------- | ----- |
| 1.      | Szwecja        | 6          | 2          | 3          | 11    |
| 2.      | Włochy         | 4          | 4          | 2          | 10    |
| 3.      | Norwegia       | 3          | 8          | 4          | 15    |
| 4.      | Niemcy         | 3          | 1          | 4          | 8     |
| 5.      | ZSRR           | 2          | 3          | 1          | 6     |
| 6.      | Finlandia      | 2          | 1          | 2          | 5     |
| 7.      | Francja        | 2          | 1          | 1          | 4     |
| 8.      | Rosja          | 1          | 3          | 1          | 5     |
| 9.      | Szwajcaria     | 0          | 0          | 3          | 3     |
| 10.     | Czechosłowacja | 0          | 0          | 1          | 1     |
| 10.     | Austria        | 0          | 0          | 1          | 1     |